# Team Liv-Plantur/Saison 2015
Dieser Artikel listet den Kader und die Erfolge des UCI Women’s Teams Liv-Plantur in der Straßenradsport-Saison 2015.

## Mannschaft
| Teamkader 2015                    | Teamkader 2015     | Teamkader 2015         | Teamkader 2015          |
| Name                              | Geburtsdatum       | Land                   | Vorheriges Team         |
| --------------------------------- | ------------------ | ---------------------- | ----------------------- |
| Lucy van der Haar                 | 20. September 1994 | Vereinigtes Königreich |                         |
| Willeke Knol                      | 10. April 1991     | Niederlande            |                         |
| Claudia Lichtenberg               | 17. November 1985  | Deutschland            | Tibco-To the Top (2013) |
| Floortje Mackaij                  | 18. Oktober 1995   | Niederlande            |                         |
| Sara Mustonen                     | 8. Februar 1981    | Schweden               | Faren-Kuota (2013)      |
| Amy Pieters                       | 1. Juni 1991       | Niederlande            | Merida (2010)           |
| Maaike Polspoel (1. Jan.–12. Mai) | 28. März 1989      | Belgien                | Sengers (2013)          |
| Kyara Stijns                      | 9. Oktober 1995    | Niederlande            |                         |
| Julia Soek                        | 12. Dezember 1990  | Niederlande            | Sengers (2013)          |
| Sabrina Stultiens                 | 8. Juli 1993       | Niederlande            | Rabo Liv Women (2014)   |
|                                   |                    |                        |                         |
| Quelle: ProCyclingStats           |                    |                        |                         |

## Erfolge
- Gent-Wevelgem: Floortje Mackaij
- 2. Etappe Festival luxembourgeois du Cyclisme Féminin Elsy Jacobs: Floortje Mackaij
- Prolog La Route de France: Amy Pieters
- 1. Etappe La Route de France: Lucy Garner
- 3. Etappe Lotto Belgium Tour: Floortje Mackaij